# St. Paul’s Chapel (Manhattan)

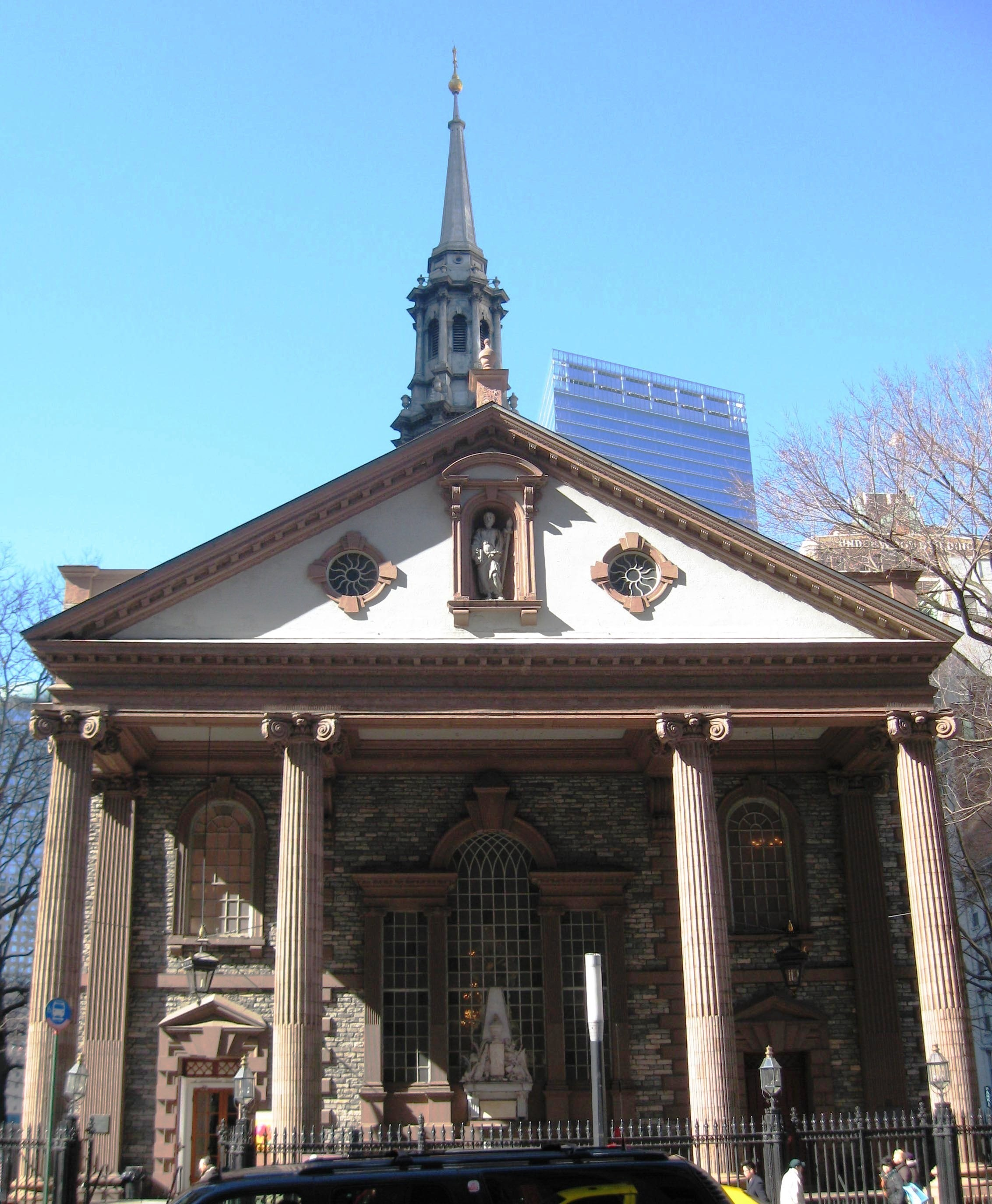
Westfassade der Paulus-Kapelle

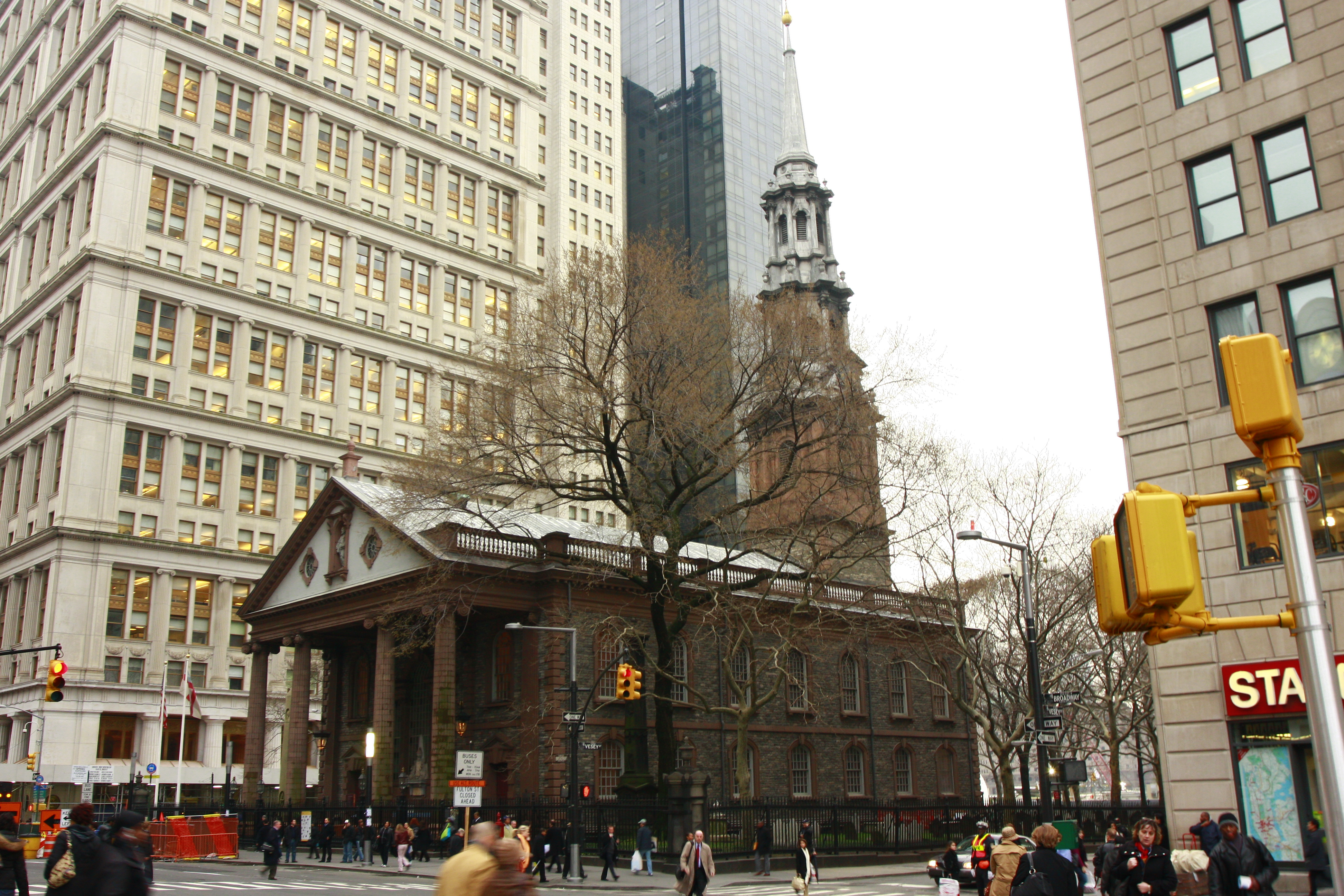
Lage am Broadway

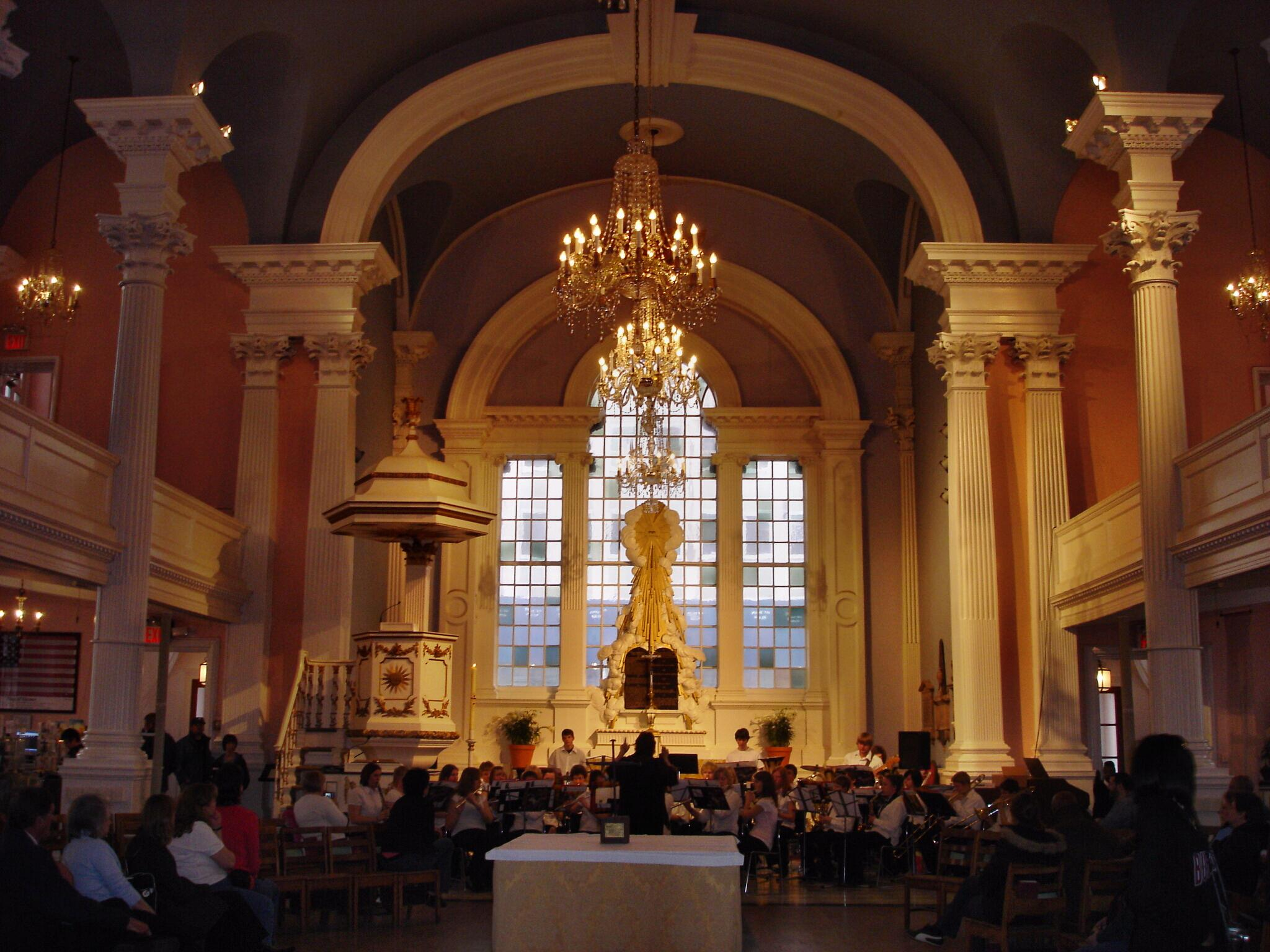
Chor, Altar und Emporen, Foto v. 2008

Die St. Paul’s Chapel (deutsch: Paulus-Kapelle) ist die älteste Kirche in Manhattan (New York City). Sie befindet sich im Financial District in Lower Manhattan am Broadway und wird von der Episkopalkirche genutzt.
Mit der Haus-Nr. 209 Broadway steht die St. Paul’s Chapel zwischen der Fulton und Vesey Street, direkt östlich vom World Trade Center. Sie ist das älteste in Manhattan bestehende und genutzte Kirchengebäude und von einem Friedhof mit alten Grabsteinen und einem hohen Gitter umgeben. Errichtet wurde die Kirche zwischen 1764 und 1766 nach Plänen des Architekten Thomas McBean unter der Leitung von Andrew Gautier. Das Land, auf dem sie steht, ist ein Geschenk der Britischen Königin Anne an die Gemeinde.
Beim Großen Feuer vom September 1776 nach der Einnahme New Yorks durch britische Truppen blieb sie unversehrt. In ihr betete beispielsweise George Washington. Sie ist eine Filialkirche der größeren und inzwischen mächtig zu nennenden Trinity Church sieben Baublöcke weiter an der Wall Street.
Im Oktober 1960 erhielt die Kirche den Status eines National Historic Landmarks. Im Oktober 1966 wurde sie in das National Register of Historic Places eingetragen.

## Bauwerk
Die Kirche stößt mit einem 4-Säulen-Portikus an den Broadway an. Die Werksteine in grau sind an den Kanten mit geglättetem rotem Stein eingefasst. Der Turm sitzt über dem nach Westen ausgerichteten Chor. Auch in seinen Proportionen wird auf eine Ähnlichkeit mit St. Martin-in-the-Fields hingewiesen. Zwei hölzerne Längsemporen in der Halle.

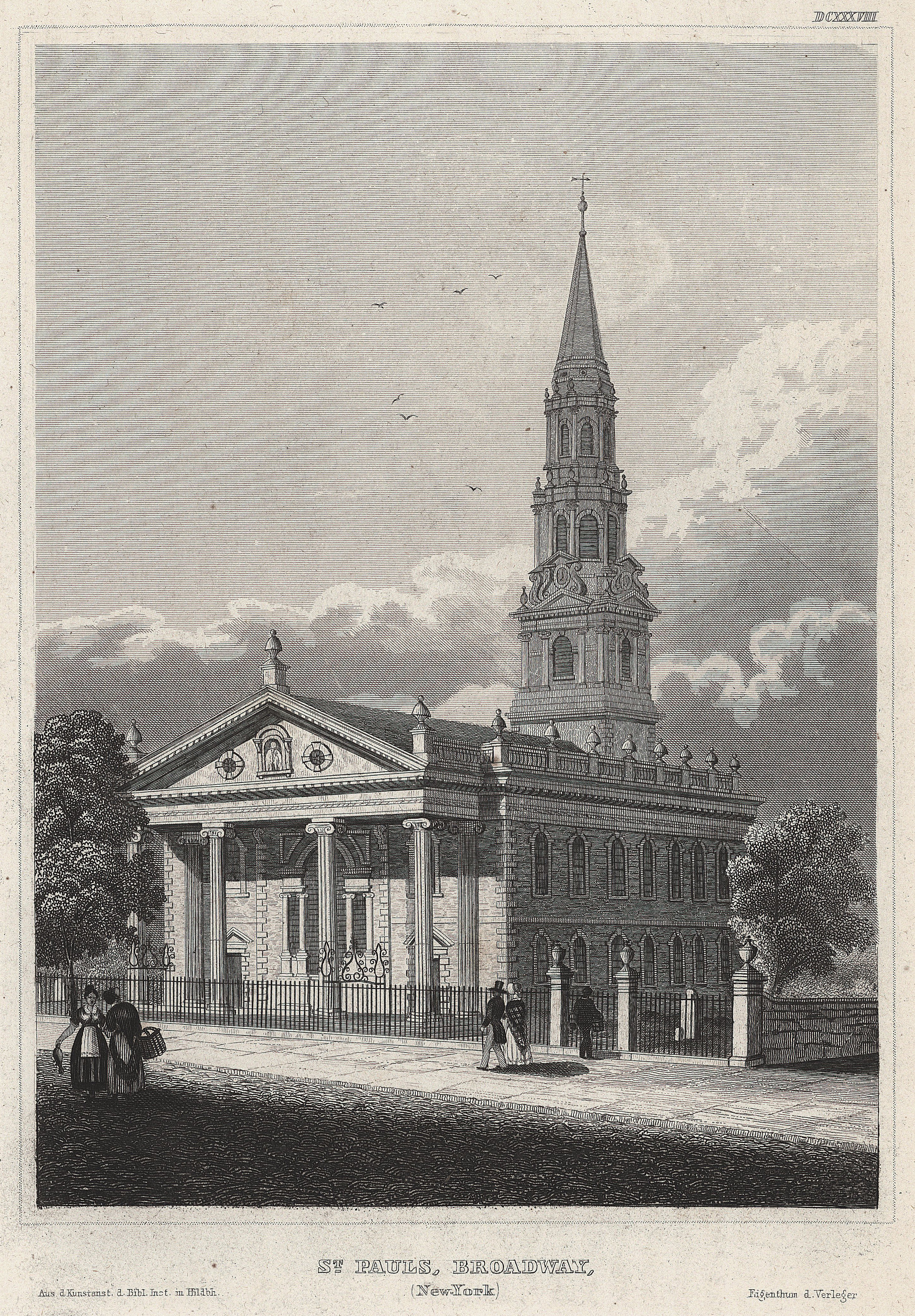
Ca. 1850
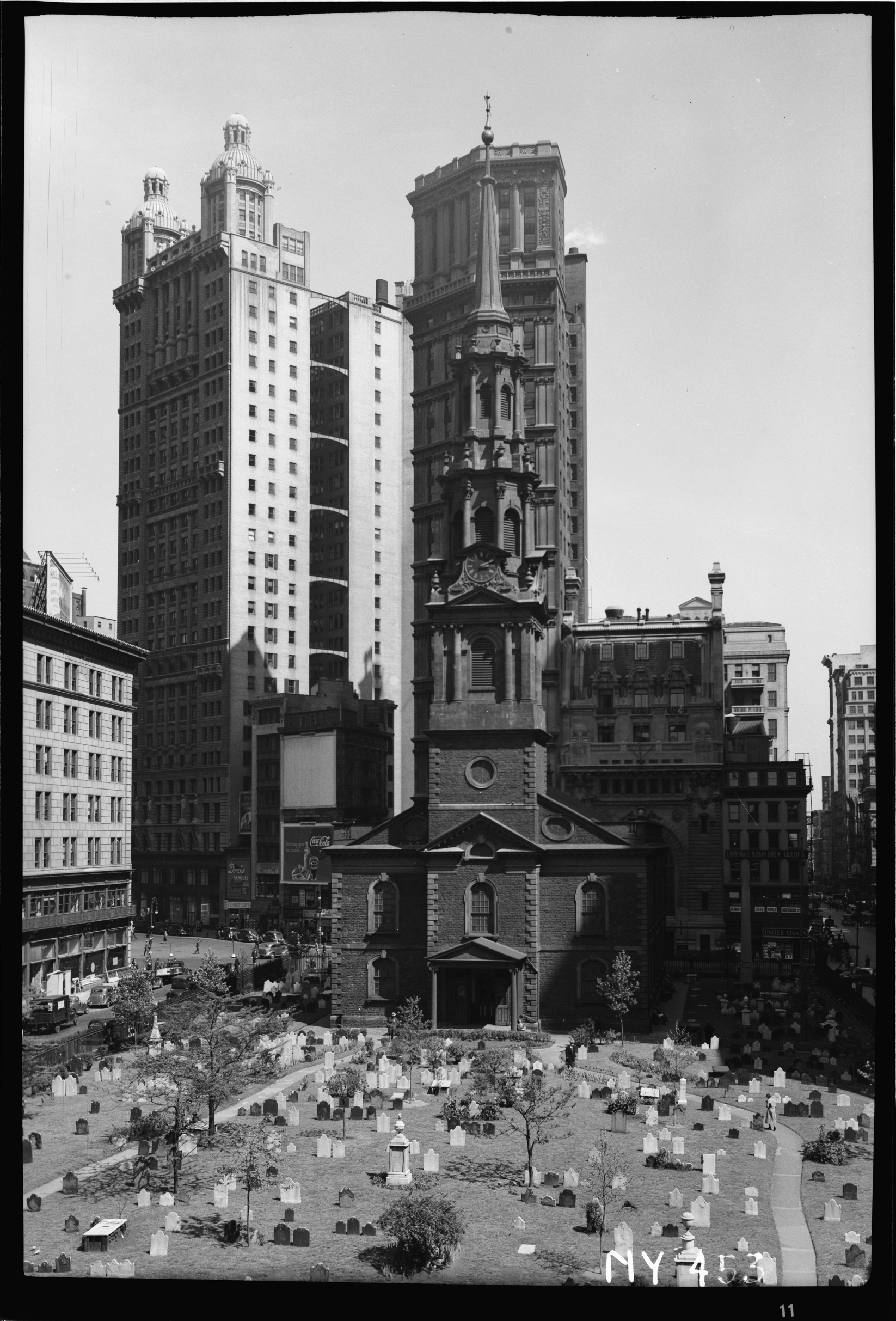
St. Paul’s Chapel von Osten, 2. März 1937
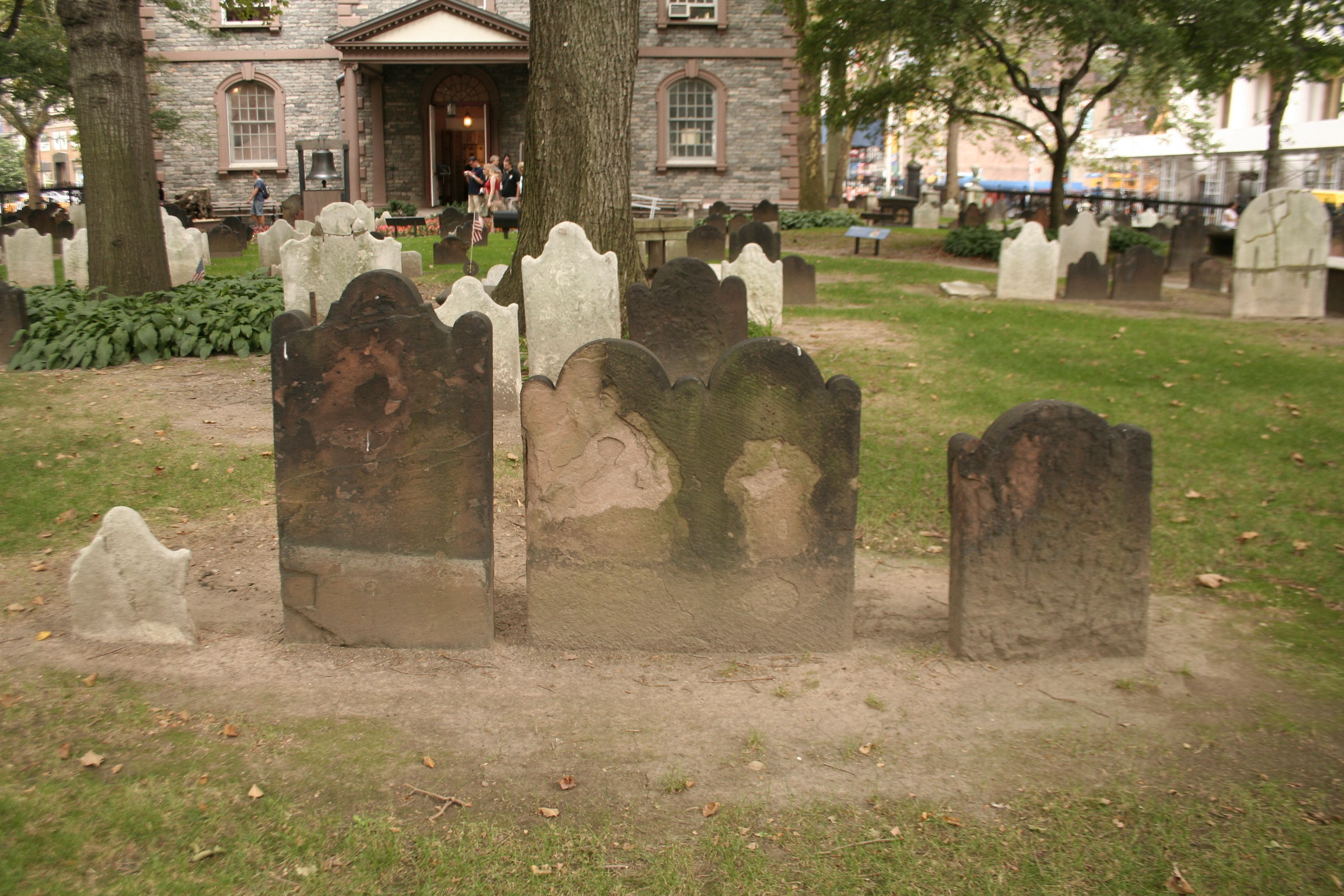
Friedhof
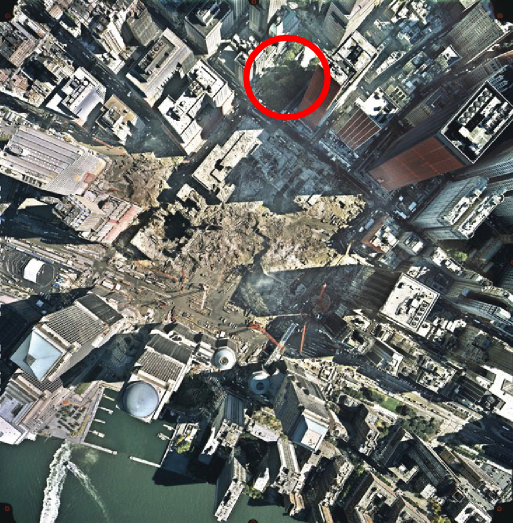
Luftaufnahme vom Ground zero im November 2001, der Standort von Saint-Pauls-Chapel ist rot umrandet

## Orgel

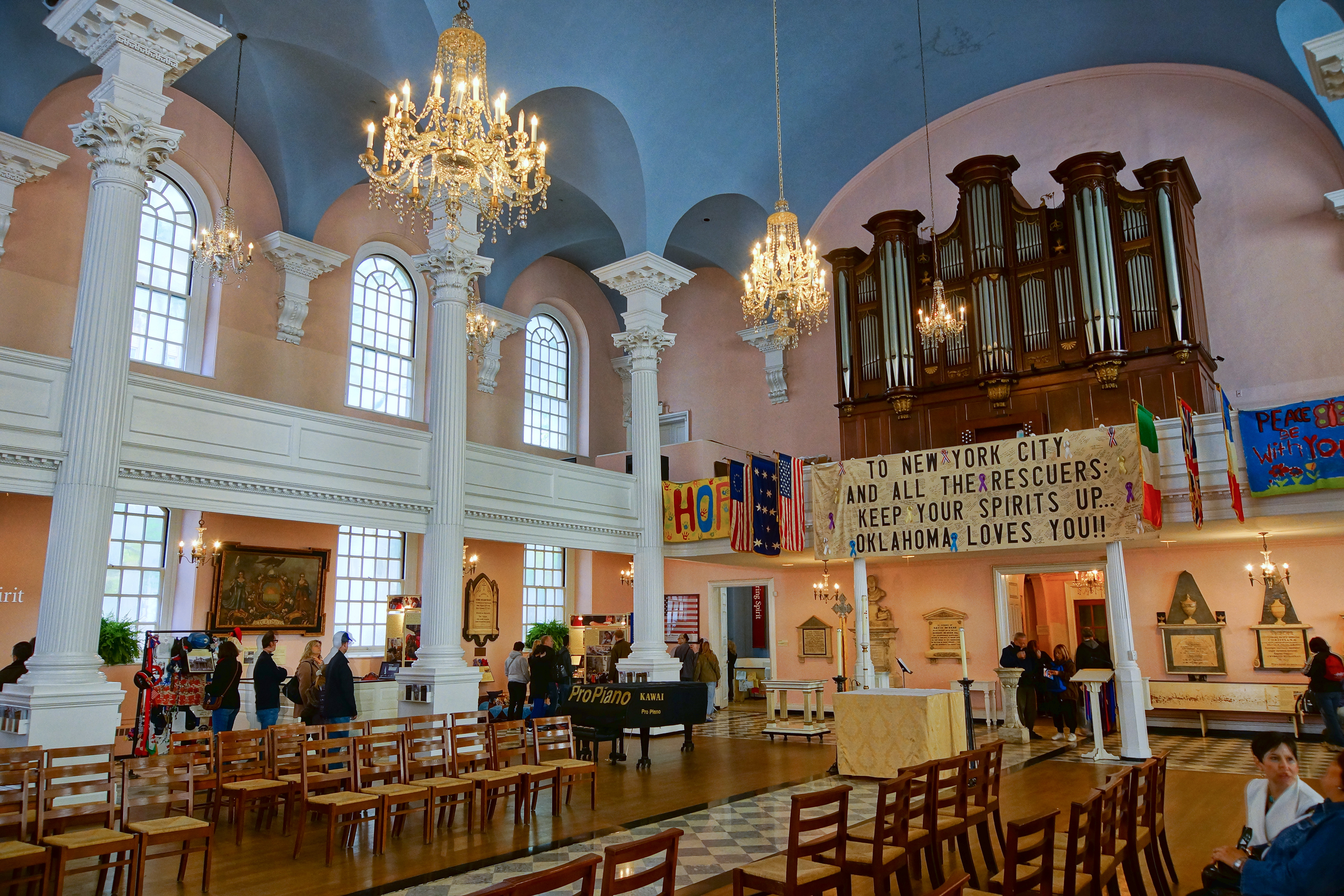
Blick auf die Orgel

Die Orgel wurde 1964 von der Orgelbaufirma Schlicker Organ Company (Buffalo, New York) erbaut, als Ersatz für ein Instrument aus dem Jahre 1950, das von der Orgelbaufirma Aeolian-Skinner erbaut worden war. Das Instrument hat 26 Register auf zwei Manualen und Pedal. Die Spieltrakturen sind mechanisch, die Registertrakturen sind elektro-pneumatisch. Nach den Terroranschlägen vom 11. September 2001 wurde das Instrument zunächst stillgelegt und wurde 2009 gereinigt und wieder in Betrieb genommen.
| I Hauptwerk C–g3 |              |        |
| 1.               | Quintadena   | 16′    |
| 2.               | Principal    | 8′     |
| 3.               | Rohrgedeckt  | 8′     |
| 4.               | Octave       | 4′     |
| 5.               | Spitzflöte   | 4′     |
| 6.               | Quint        | 2 ⁄3′  |
| 7.               | Octave       | 2′     |
| 8.               | Terz         | 1 3⁄5′ |
| 9.               | Mixture IV-V |        |
| 10.              | Trompete     | 8′     |

| II Positiv C–g3 |             |       |
| 11.             | Holzgedeckt | 8′    |
| 12.             | Principal   | 4′    |
| 13.             | Rohrflöte   | 4′    |
| 14.             | Gemshorn    | 2′    |
| 15.             | Klein-Nasat | 1 ⁄3′ |
| 16.             | Sifflöte    | 1′    |
| 17.             | Scharf III  |       |
| 18.             | Krummhorn   | 8′    |
|                 | Tremolo     |       |

| Pedal C–f1 |             |     |
| 19.        | Subbass     | 16′ |
| 20.        | Principal   | 8′  |
| 21.        | Flachflöte  | 8′  |
| 22.        | Choralbass  | 4′  |
| 23.        | Nachthorn   | 2′  |
| 24.        | Mixture III |     |
| 25.        | Fagott      | 16′ |
| 26.        | Schalmei    | 4′  |

## Hilfszentrale nach dem 11. September 2001

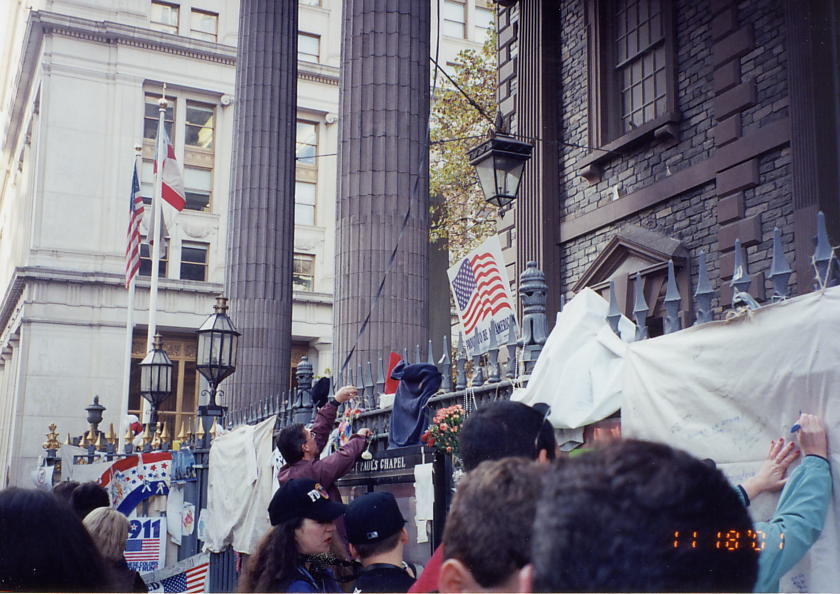
Sympathieplakate für die Opfer der Anschläge an der Ostseite der Kirche, 18. November 2001

Da die Kirche nicht im Einsturzbereich der Zwillingstürme lag, blieb sie an diesem Tag stehen. Keine Scheibe wurde zerstört. Allerdings war sie zunächst komplett von einer zentimeterdicken Schicht des Staubs bedeckt. Die Kapelle wurde als Hilfsstation und Essensausgabe für die Feuerwehrmänner, Polizisten und Spürhunde, Soldaten und Stahlarbeiter, die in den folgenden Tagen und Wochen kamen, um zu retten, zu graben und zu bergen, geöffnet. Es gab Notbetten für Schlafsuchende und Bänke für Massagen für die, deren Rücken schmerzte. Und es gab jeden Tag Musik – Jazz, Mozart, Bach.